# Нигерийска найра
Найрата (на английски: naira) е официалната парична единица на Нигерия. Тя се подразделя на 100 кобо.
Централната банка на Нигерия е единственият издател на законното платежно средство на пари в цялата Нигерийска федерация. Тя контролира обема на предлаганите пари в икономиката, за да осигури парична и ценова стабилност. Отделът за валутни операции на банката отговаря за управлението на валутите чрез проектиране, доставка, разпространение, обработка, преиздаване и разпореждане на банкноти и монети.

## История
Найрата е въведена на 1 януари 1973 г., замествайки нигерийската лира със стойност 2 найри = 1 паунд. Монетите от новата валута са първите монети, издадени от независима Нигерия, тъй като всички циркулиращи монети от нигерийския паунд са премахнати от колониалното правителство на Федерация Нигерия през 1959 г., с името на кралица Елизабет II на лицевата страна. Същото прави и Нигерия – последната бивша британска колония, която се отказва от валутната система в полза на десетичната валутна система. Имало е план на правителството да деноминира найрата на 1 нова найра = 100 стари найри през 2008 г., но планът е спрян.
В Нигерия настъпва буйна инфлация. Централната банка на Нигерия заявява, че са се опитали да контролират годишния темп на инфлация под 10%. През 2011 г. Централната банка на Нигерия повишава ключовия лихвен процент 6 пъти (от 6,25% на 12%). На 31 януари 2012 г. банката решава да поддържа ключовия лихвен процент на 12%, за да намали въздействието на инфлацията поради намаляване на субсидиите за горива. Считано от 20 юни 2016 г., найрата става „плаваща“, след като е фиксирана на 197 към един щатски долар.
През октомври 2021 г. eNaira, цифровата версия на държавната валута, официално стартира в Нигерия.

## Банкноти и монети

### Банкноти
Първоначално Централната банка на Нигерия въвежда банкноти в номинали от 50 кобо (10 шилинга), 1, 5 и 10 найри, напомнящи на старите лири. През февруари 1977 г. е въведена в обращение банкнотата от 20 найри. През октомври 1991 г. – банкнота от 50 найри, 1 декември 1999 г. – 100 найри, 1 ноември 2000 г. – 200 найри, 4 април 2001 г. – 500 найри, 12 октомври 2005 г. – 1000 найри. В обращение има банкноти в номинали от 5, 10, 20, 50, 100, 200, 500 и 1000 найри от различни години.

### Монети
От 28 февруари 2007 г. в обращение са монети от 50 кобо, 1 и 2 найри от 2006 г. Монети от всички предишни емисии са изтеглени от обращение.